# Ashéninka
|  | No s'ha de confondre amb Ashaninca (llengua). |

L'ashéninka (Ashéninca, Ashéninga) és el nom que reben una sèrie de varietats incloses en el complex dialectal ashéninka-ashaninca, que pertany a la branca campa de la família arawak. L'Ethnologue distingeix set llengües en tot el complex, mentre que Pedrós proposa una divisió en tres llengües (ashéninka, asháninka i ashé-ashá nord) basant-se en el principi d'intel·ligibilitat mútua. Les varietats incloses en ashéninka i ashé-ashá nord són les que la bibliografia ha anomenat tradicionalment ashéninka. El Glottolog recull la proposta de Pedrós, encara que considera les llengües proposades per aquest com a agrupacions de les mateixes llengües que distingeix l'Ethnologue.
La divisió en varietats va ser establerta per David Payne en la seva gramàtica de l'axíninca de l'Apurucayali, però es referia a aquestes varietats com a dialectes i no com a llengües diferents.:3–5
Segons la Base de dades de Pobles Indígenes o Originaris del Ministeri de Cultura del Perú, hi ha 15.281 persones vivint en comunitats ashéninka, de les quals 8.774 (57 %) afirmen saber parlar la llengua. L'Ethnologue dona xifres molt més altes per a les diferents varietats ashéninka.
L'alfabet ashéninka va ser aprovat per resolució del Ministeri d'Educació a l'abril de 2019.

## Fonologia
Pedrós mostra el següent inventari consonàntic per a l'Ucayali-Pajonal (South Ucayali i Pajonal en l'Ethnologue).
|             | Bilabial | Dental | Alveolar | Postalveolar | Palatal | Velar | Glotal |
| ----------- | -------- | ------ | -------- | ------------ | ------- | ----- | ------ |
| Plosives    | p j      | t tʰ   | t tʰ     | t tʰ         | c       | k kʲ  |        |
| Nasals      | m mʲ     | n      | n        | n            | ɲ       |       |        |
| Tap o flap  |          | ɾ j    | ɾ j      | ɾ j          |         |       |        |
| Fricatives  |          |        |          | ʃ            |         |       | h hj   |
| Africades   |          |        | ts tsʰ   | tʃʰ          |         |       |        |
| Aproximants | w/β̞      |        |          |              | j       | ɰ     |        |

Payne, Payne i Sánchez presenten el següent inventari consonàntic per a la varietat de l'Apurucayali:
|             |              | Bilabial | Apical | Postalveolar /Palatal | Vetllar | Glotal | Inespecífica |
| ----------- | ------------ | -------- | ------ | --------------------- | ------- | ------ | ------------ |
| Oclusives   | aspirades    |          | tʰ     |                       |         |        |              |
| Oclusives   | no aspirades | p        | t      |                       | k       |        |              |
| Africades   | aspirades    |          | tsʰ    | tʃʰ                   |         |        |              |
| Africades   | no aspirades |          | ts     | tʃ                    |         |        |              |
| Fricatives  | Fricatives   |          | s      | ç                     |         | h      |              |
| Nasals      | Nasals       | m        | n      | ɲ                     |         |        | N            |
| Líquides    | Líquides     |          | ɾ      | ɾʲ                    |         |        |              |
| Aproximants | Aproximants  | β/w      |        | j                     | ɰ       |        |              | Per a la varietat del Pichis, Payne mostra el mateix inventari, però sense /ç/, i afegeix les palatalitzades /pʲ/, /kʲ/, /hʲ/, /mʲ/ y /βʲ/.
Mihas mostra un inventari similar per la varietat de l'Alto Perené amb poques diferències. Aquestes són que Mihas no inclou /tʰ/ ni /ç/; el contrast /t͡ʃ/-/t͡ʃʰ/ de Payne, Payne i Sánchez, Mihas el considera /t͡ʃ/-/tʲ/, i no inclou cap palatalizada, ja que les considera una agrupació de dues consonants (Cj). Aquestes tres varietats s'inclouen en el grup ashé-ashá nord de Pedrós.

Payne, Mihas i Pedrós mostren un sistema de quatre vocals (/a/, /e/, /i/, /o/), mentre que, en l'Apurucayali de Payne, Payne i Sánchez, només n'hi ha tres (/a/, /i/, /o/).